# Enchanteresse
Pour les articles homonymes, voir Enchanteresse (DC Comics) et Amora.
L’Enchanteresse (« Enchantress » en version originale) est le nom de deux personnages de fiction évoluant dans l'univers Marvel de la maison d'édition Marvel Comics.
La première, Amora est créée par le scénariste Stan Lee et le dessinateur Jack Kirby et apparaît pour la première fois dans le comic book Journey into Mystery #103 en avril 1964.
La seconde, Sylvie Lushton est créée par le scénariste Paul Cornell et le dessinateur Mark Brooks et apparaît dans le comic book Dark Reign: Young Avengers #1 en juillet 2009.

## Amora

### Biographie du personnage
Amora l'Enchanteresse naît à Asgard de parents inconnus. Elle étudie la magie avec Karnilla, la Reine des Nornes, mais finit par être renvoyée pour indiscipline. Elle poursuit son apprentissage en autodidacte ou en séduisant d'autres mages, jusqu'à devenir l'une des plus puissantes magiciennes d'Asgard. Sa sœur Lorelei est également magicienne.
Désirant un puissant compagnon, elle cible le dieu Thor et tente d'éliminer sa rivale, l'humaine Jane Foster. Elle met à son service Skurge l'Exécuteur qui l'aimait en secret. Plus tard, elle aide aussi Loki et séduit Don Blake, tout en exilant Jane Foster dans une autre dimension. Thor réussit à la ramener et à vaincre Skurge.
Pour leur machiavélisme, l'Enchanteresse et Skurge sont bannis sur Terre par Odin. Ils deviennent membres de l'équipe des Maîtres du mal du Baron Zemo et s'opposent aux Vengeurs. C'est Amora qui amène Wonder Man dans leurs rangs, en le séduisant.
Elle est aussi responsable du transfert de l'âme de la guerrière Brunehilde, emprisonnée dans un cristal magique, dans le corps de Barbara Norris, la transformant en Valkyrie. Elle est aussi l'une des ennemis des Défenseurs. Elle se range pourtant du côté du Bien quand elle aide les Asgardiens à affronter les hordes du démon Surtur.
Elle découvre finalement l'amour qu'elle portait à Skurge quand ce dernier, sachant qu'Amora ne lui appartiendrait jamais, se sacrifie pour aider Thor qui sauvait des âmes de l'enfer de Hela. Elle garde ce souvenir et aide les Asgardiens à défendre leur royaume des troupes du dieu Seth, puis Thor pour ramener Odin sur le trône, et enfin Heimdall pour vaincre les cauchemars qui l'assaillaient. Le gardien d'Asgard demande alors sa main mais elle refuse, préférant rester libre.
Des années plus tard, lorsque Thor se retrouve banni d'Asgard et sans pouvoir à New York, elle l'héberge dans son loft et les deux Asgardiens deviennent amants, jusqu'à la disparition du dieu lors de Heroes Reborn.
Lors de Ragnarok, l'Enchanteresse est tuée, foudroyée par un éclair magique. Elle revient parmi les vivants grâce au pouvoir de Thor, revenu des Limbes. Elle reste dans la citadelle d'Asgard et n'en sort que pour attaquer l'arbre de vie Yggdrasil, dans le but de ressusciter Skurge. Mais Thor l'en dissuade, car son acte déshonorerait la mémoire de Skurge.

### Pouvoirs et capacités
Amora fait partie de la race des Asgardiens. En tant que tel, ses muscles et son squelette sont beaucoup plus denses que ceux d'un être humain normal, la protégeant des dommages jusqu'à l'impact des balles. Comme ceux de sa race, elle est dotée d'une force surhumaine, lui permettant de soulever environ 20 tonnes. Mais, n'étant pas une guerrière, elle évite au maximum les conflits physiques.
Amora possède un grand savoir des légendes Asgardiennes et de l'art occulte. Très douée pour la sorcellerie (seconde après Karnilla), elle pratique essentiellement l'enchantement et la séduction. D'un simple baiser, elle peut contrôler un être humain pendant une semaine.
- Amora utilise son énergie mystique pour émettre des rayons destructeurs, équivalents à une explosion de 10 kg de TNT, ou pour créer des boucliers mystiques.
- On l'a aussi vu se téléporter, entrer en lévitation, quitter son corps physique avec son esprit et posséder celui d'autrui, ou utiliser des formules alchimiques pour créer des potions et des amulettes de charme ou d'illusion.
- Pour utiliser ses pouvoirs, elle a besoin d'avoir les mains libres et de réciter à voix haute ses incantations magiques.
- Une période prolongée hors d'Asgard affaiblit ses pouvoirs, mais ils ne disparaissent jamais complètement.

## Sylvie Lushton

### Biographie du personnage
Sylvie Lushton est une adolescente humaine qui se voit dotée de pouvoirs par le dieu asgardien Loki. Elle pense être une asgardienne exilée à New York, où elle rencontre les Young Avengers (ou « Young Masters »). Elle ressemble à l'Enchanteresse originale, même si elle est atteinte de dyslalie, (trouble de la communication caractérisé par des difficultés d'articulation dues à des malformations physiques).
Lorsque ses coéquipiers apprennent que ses pouvoirs lui ont été donnés par Loki, ils sont terrifiés (Loki a toujours été un ennemi des Vengeurs). Cependant, elle participe à l'affrontement contre les Dark Avengers de Norman Osborn,.
Ensuite, l'Enchanteresse et ses équipières Blason et Big Zéro sont employés par le génie Jérémy Briggs qui leur avait promis d’être capable de mettre fin aux querelles entre super-héros. Ce dernier, voulant priver tous les super-héros de leurs pouvoirs, convoque les jeunes étudiants de l’Académie des Vengeurs pour leur présenter son plan. Offusqués, ils tentent de l’en empêcher. L’Enchanteresse, Blason et Big Zéro les attaquent. Certains étudiants de l’Académie sont alors capturés. Les autres, privés de pouvoirs, rejoignent Briggs pour le garder à l’œil, tandis qu’une poignée parvient à lui échapper.
L’Enchanteresse est alors manipulée par Foudre qui obtient d’elle un antidote à la formule de Briggs avant de se retourner contre elle. Rejointe par Briggs, elle parvient à maitriser Foudre. L’affrontement entre les jeunes surhumains tournant au désavantage de Briggs et, se sentant trahie par ce dernier, l’Enchanteresse décide de l’abandonner et se téléporte loin de lui et des recrues de l’Académie des Vengeurs, emportant avec elle Blason et Big Zéro.

### Pouvoirs et capacités
Sylvie Lushton possède des pouvoirs similaires à ceux d'Amora, liés à la magie. Elle possède le don de transmutation (mutation dans une autre forme) qu'elle utilise parfois pour transformer ses ennemis en animaux. Elle est aussi douée de téléportation, seule ou avec des passagers, et peut téléporter des objets.
Elle possède la capacité de détourner les attaques magiques, en formant notamment des boucliers. Elle est également dotée de pouvoirs télékinésiques et télépathiques, ce qui lui permet de manipuler mentalement les gens et d’influencer leurs décisions. Elle peut également voler dans les airs.

## Apparitions dans d'autres médias
Sauf indication contraire, les informations mentionnées dans cette section peuvent être confirmées par la base de données cinématographiques IMDb,  présente dans la section « Liens externes ».

### Cinéma
- 2009 : Hulk Vs (film d'animation)
- 2011 : Thor : Légendes d'Asgard (film d'animation)

### Télévision
- années 1960 : The Marvel Super Heroes (série d'animation) – doublée par Peg Dixon
- années 2000 : The Super Hero Squad Show (série d'animation) – doublée par Grey Griffin
- 2010-2012 : Avengers : L'Équipe des super-héros (série d'animation)

Interprétée par Sophia Di Martino dans l'univers cinématographique Marvel
- 2021 : Loki réalisée par Kate Herron. L'Enchanteresse apparaît dans cette série sous le nom de Sylvie Laufeydottir. Il s'agit, dans cette version, d'un variant de Loki, c'est-à-dire d'une autre version du dieu de la Malice issue d'un autre flux temporel. Il est toutefois bon de noter qu'elle n'utilise pas le nom d'« Enchanteresse » dans la série. On peut également noter qu'il s'agit d'une adaptation de deux personnages de comics : Sylvie Lushton et Loki (lorsque ce dernier prend une apparence féminine).

### Jeux vidéo
- 2006 : Marvel: Ultimate Alliance
- 2010 : Marvel Super Hero Squad : Le Gant de l'infini
- 2011 : Marvel Super Hero Squad Online (en)
- 2011 : Marvel Super Hero Squad: Comic Combat (en)
- 2022 : Marvel Snap